# Heteropatella lacera
Heteropatella lacera är en svampart som beskrevs av Fuckel 1874. Heteropatella lacera ingår i släktet Heteropatella och familjen Helotiaceae.   Inga underarter finns listade i Catalogue of Life.